# Maria Cioncan
Maria Cioncan, romunska atletinja, * 19. junij 1977, Maieru, Romunija, † 21. januar 2007, Pleven, Bolgarija.
Nastopila je na olimpijskih igrah leta 2004 ter osvojila bronasto medaljo v teku na 1500 m in sedmo mesto v teku na 800 m.